# Federico Bettoni
Federico Bettoni (Roma, 27 maggio 1972) è un ex calciatore italiano, di ruolo centrocampista.

## Carriera
Vanta 11 presenze in Serie A con la maglia Fiorentina nella stagione 1995-1996, oltre a 102 presenze in Serie B con Foggia e Lucchese.

## Palmarès

### Club

#### Competizioni nazionali
- Serie C2: 1

Lodigiani: 1991-1992
- Coppa Italia: 1

Fiorentina: 1995-1996